# Loro Parque
Le Loro Parque (en espagnol le parc perroquet) est un parc zoologique situé dans l'archipel espagnol des Canaries, sur l'île de Tenerife, à la périphérie de Puerto de la Cruz. Fondé en 1972, il est la propriété de l'un de ses fondateurs, l'homme d'affaires allemand Wolfgang Kiessling.
D'une superficie de 13,5 hectares, il présente environ 800 animaux. Il comprend notamment l'un des quatre delphinariums de l'archipel, où sont présentés des grands dauphins. C'est aussi l'un des deux delphinariums d'Europe à présenter des orques. Sa collection animalière comprend aussi des gorilles et des chimpanzés. Il est l'une des rares structures hébergeant les derniers aras de Spix, espèce presque éteinte en milieu sauvage.
Comme tous les zoos marins, il fait l'objet de nombreuses critiques sur la captivité de mammifères marins inadaptés à la vie en bassins de même que la capture et la reproduction forcée posent de sérieux problèmes sur le respect animal.
Membre permanent de l'Association européenne des zoos et aquariums, il s'engage dans la conservation ex situ en participant à des programmes européens pour les espèces menacées (EEP et ESB), et en coordonne quatre.
Il s'agit de l'un des sites touristiques les plus populaires des îles Canaries. Avec une fréquentation annuelle avoisinant le million de visiteurs, il est l'un des quatre parcs zoologiques les plus visités d'Espagne.

## Installations et faune hébergée
Son nom signifie « parc des perroquets » en espagnol, car il ne présentait, à l'origine, que des oiseaux. Le Loro Parque présente actuellement des orques, des grands dauphins, des gorilles, des chimpanzés, des manchots royaux, des tigres blancs, des paresseux et des fourmiliers, notamment.

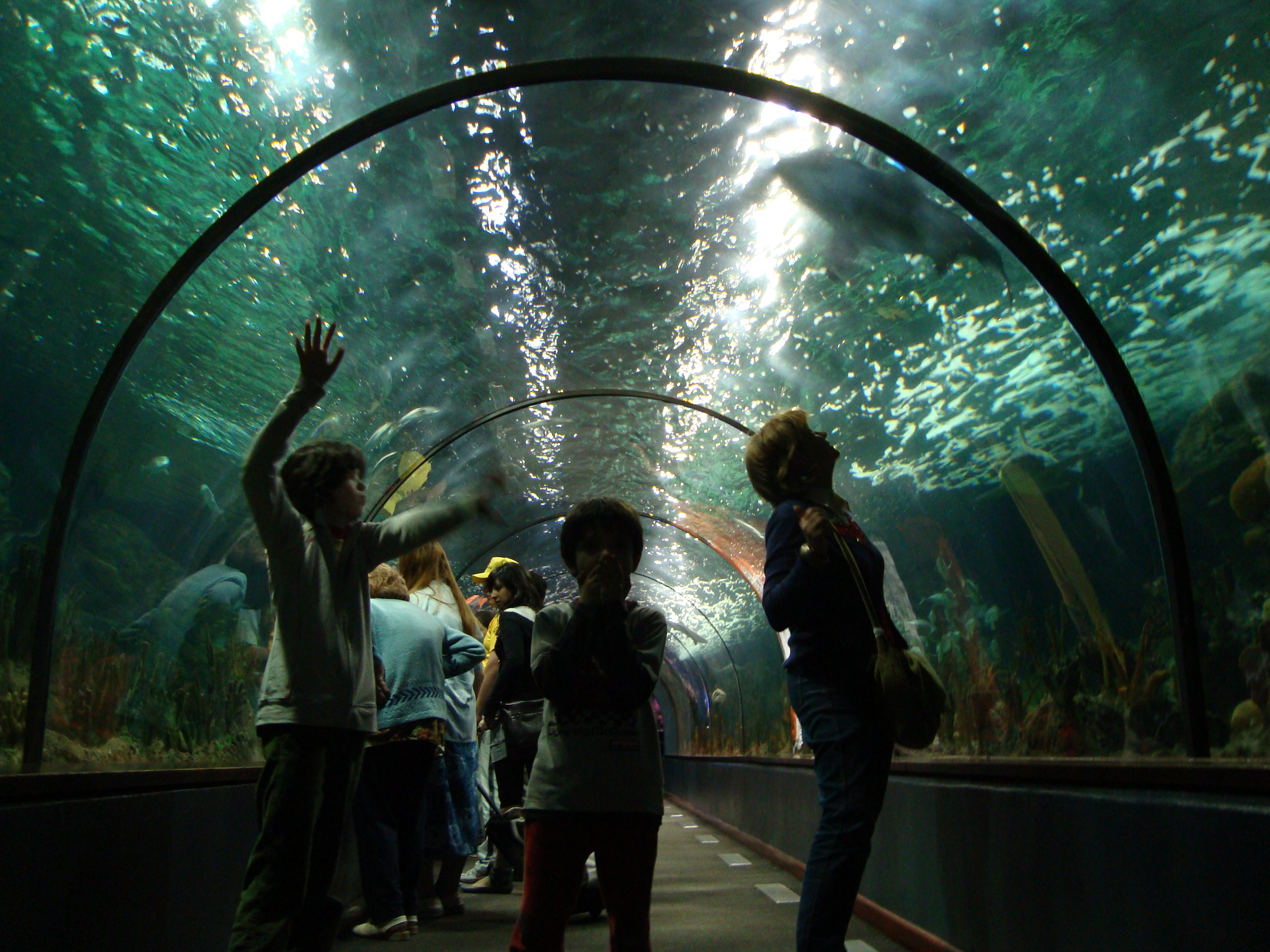
Aquarium
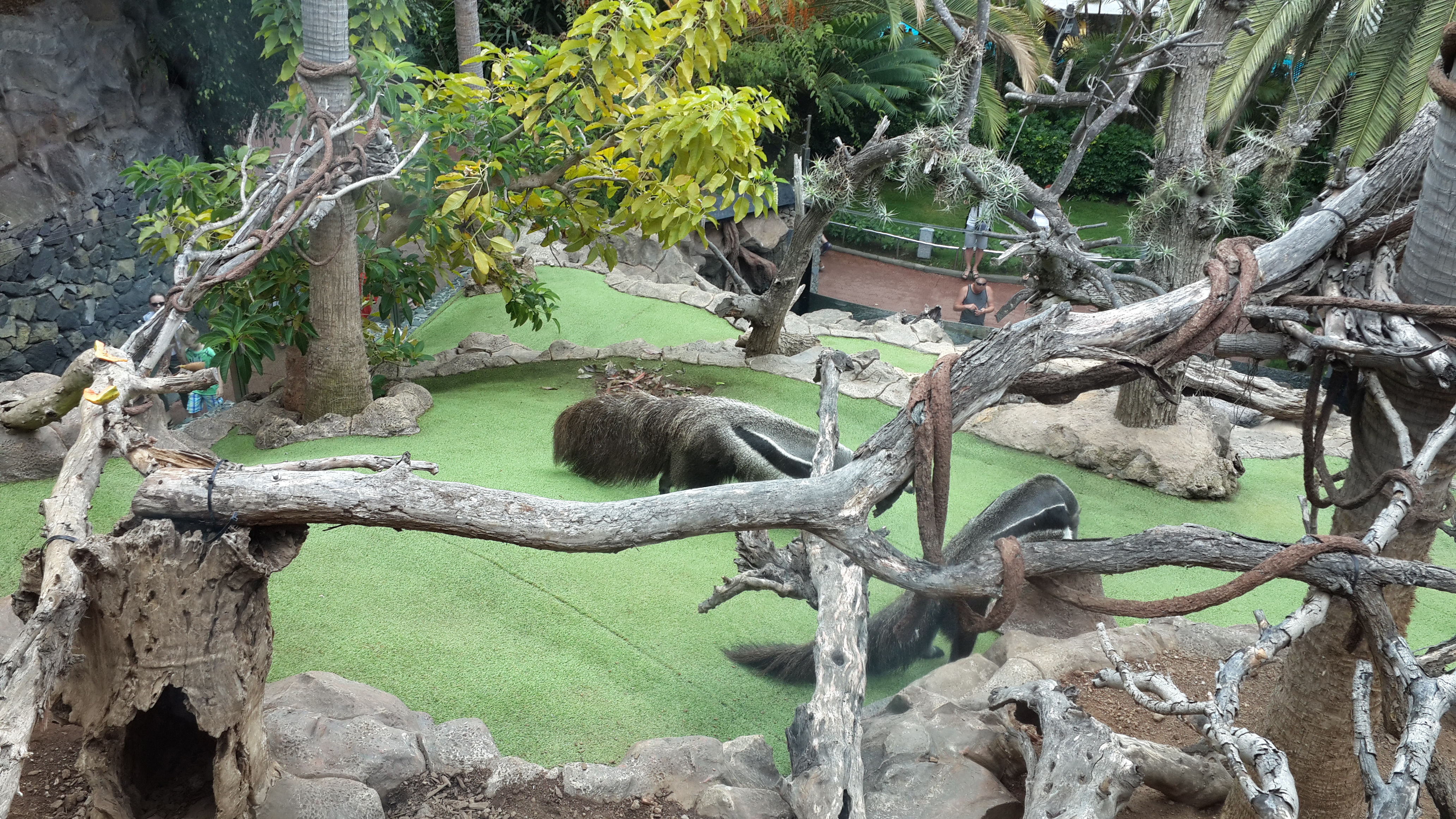
Grands fourmiliers.
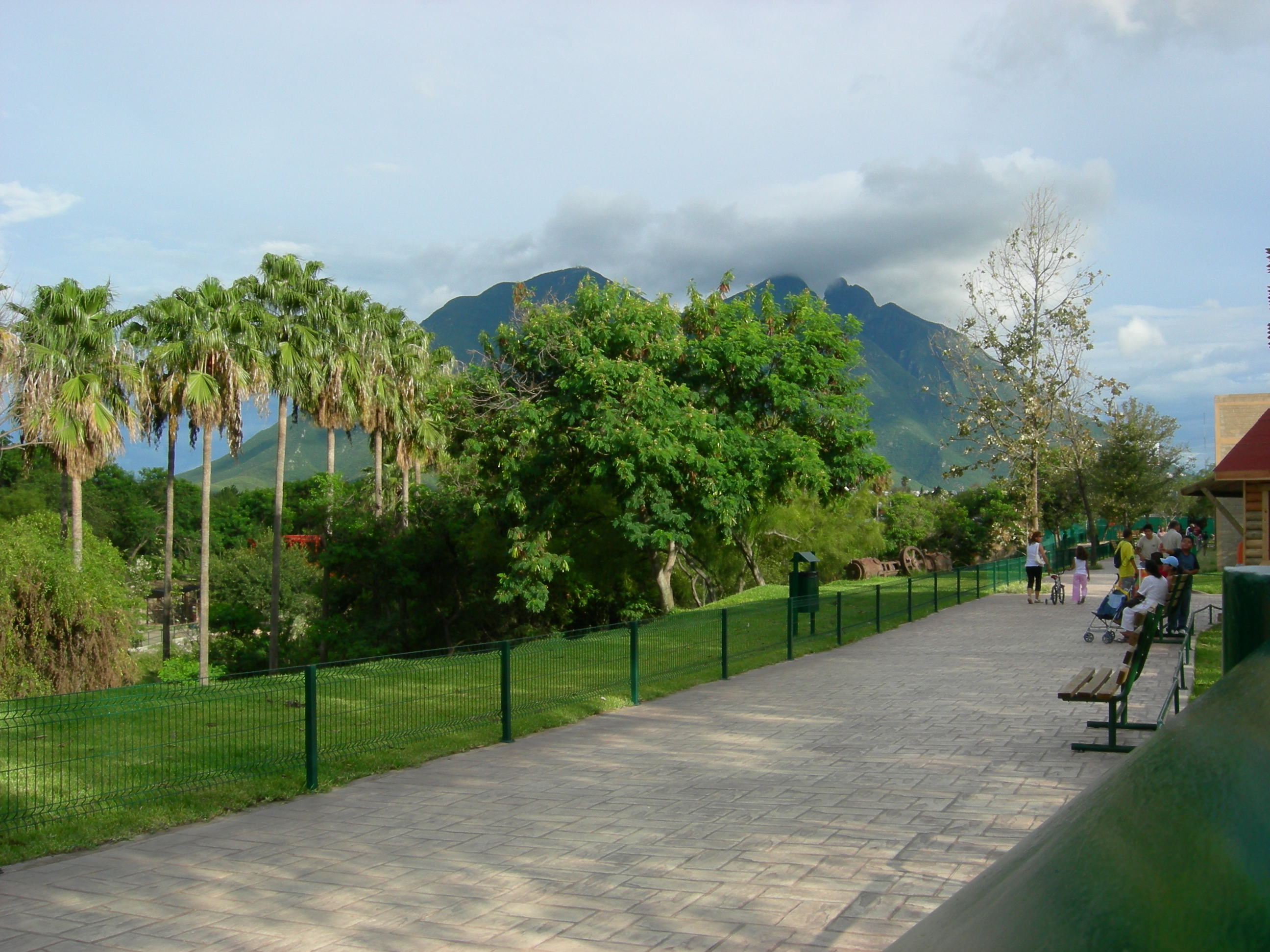
Allée "Paseo de los loros" après la "Casa de los loros".
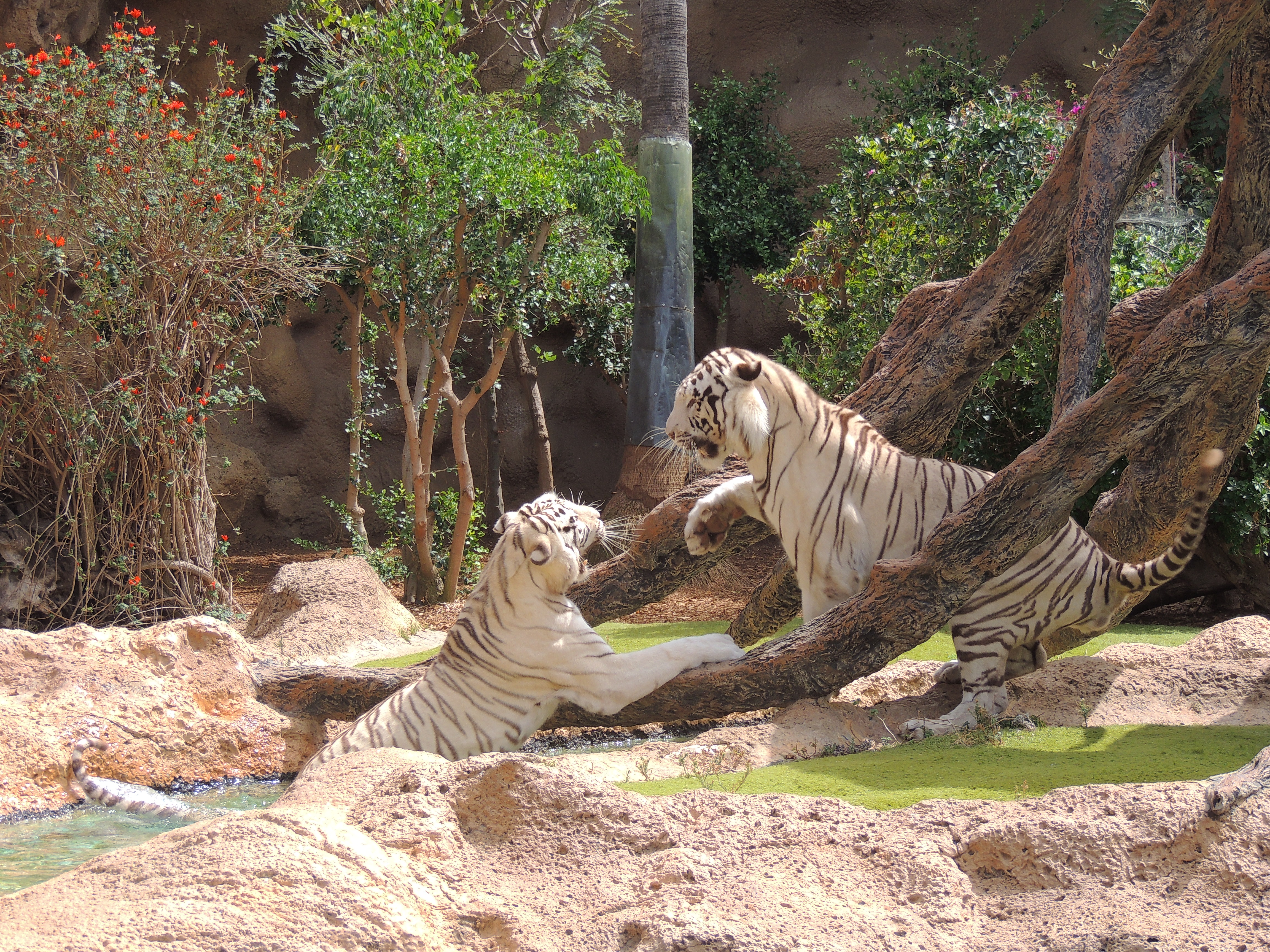
Enclos des tigres blancs.

### Oiseaux

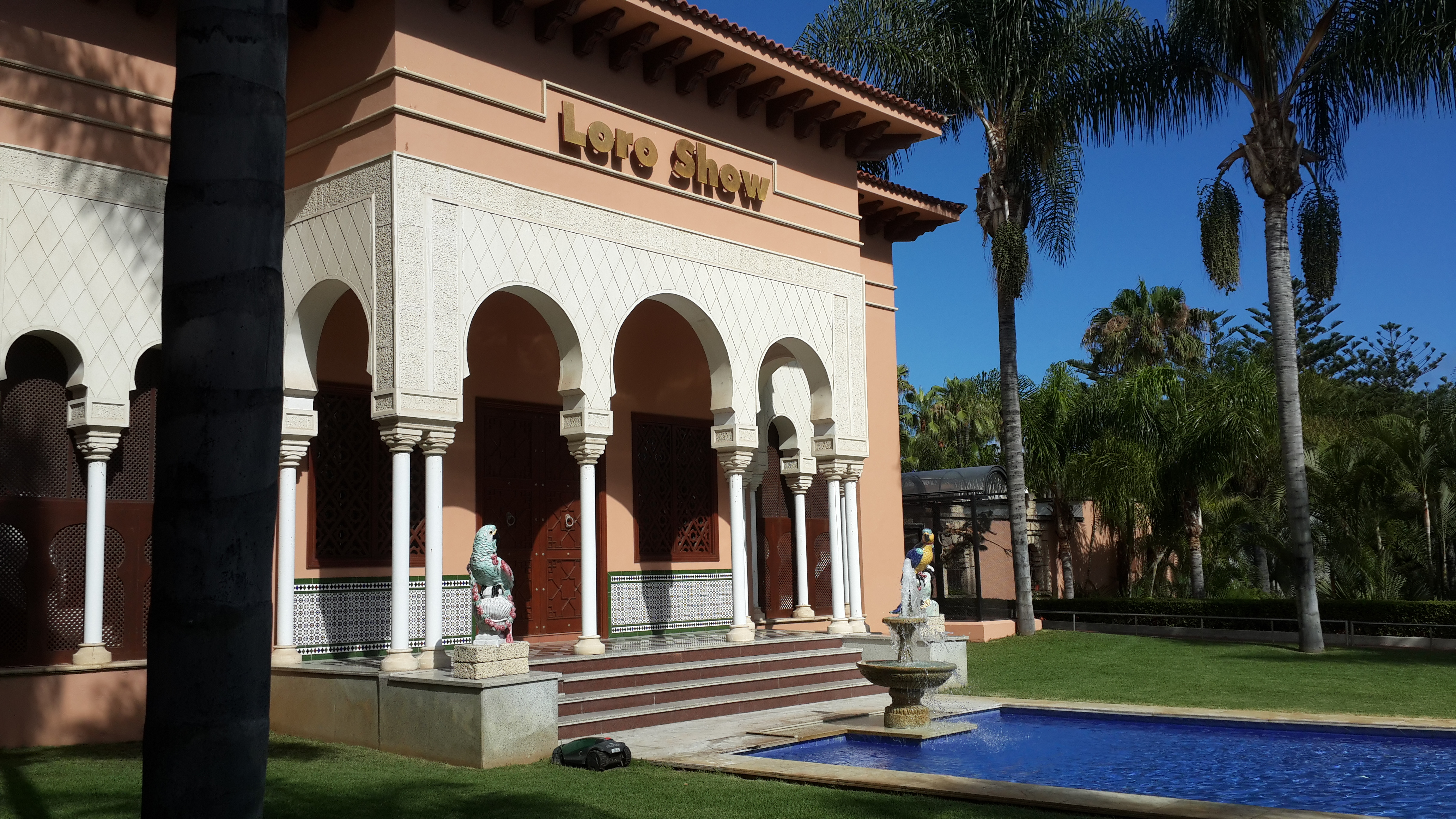
Bâtiment Loro Show du spectacle des perroquets.
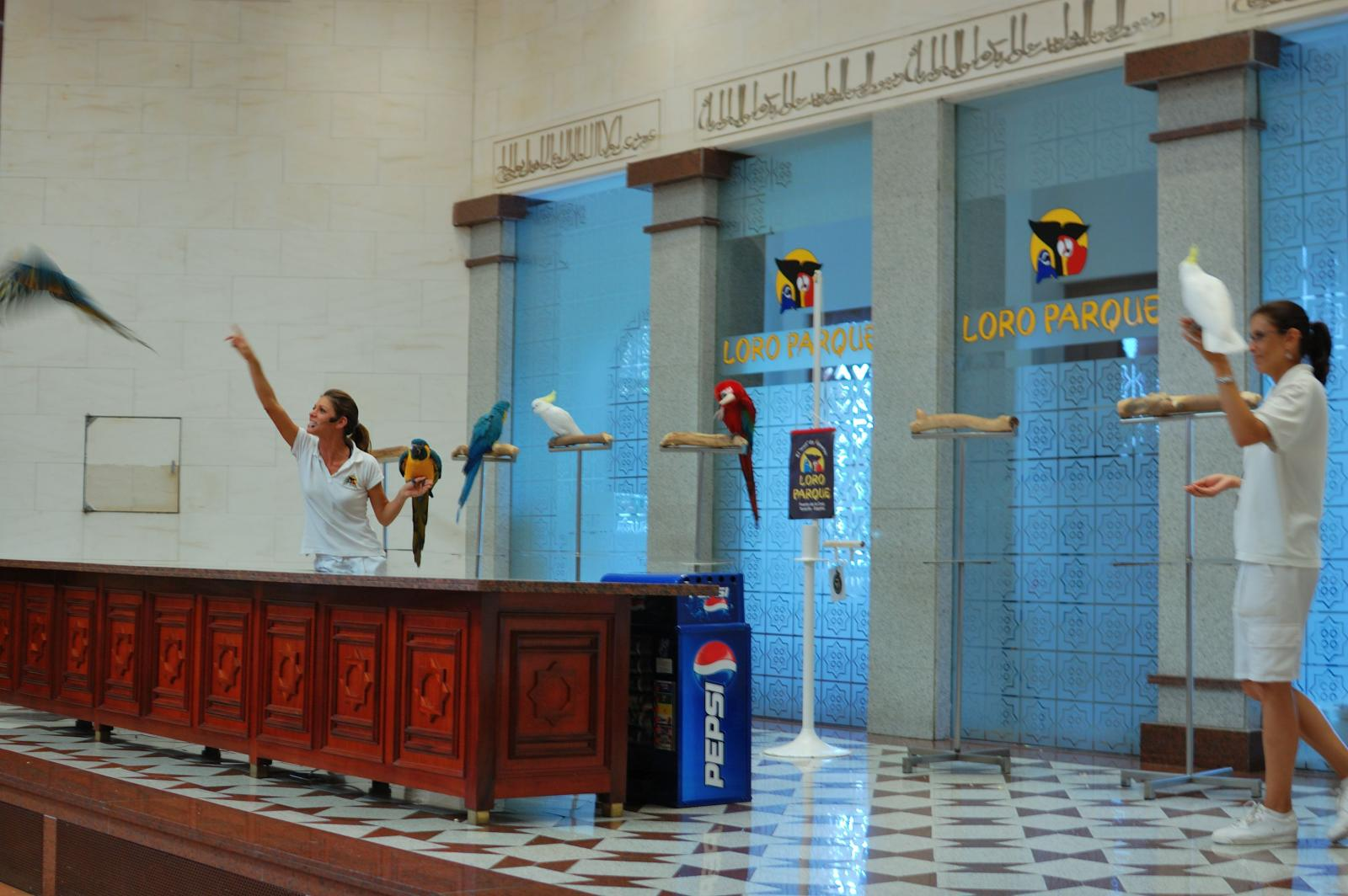
Spectacle des perroquets.
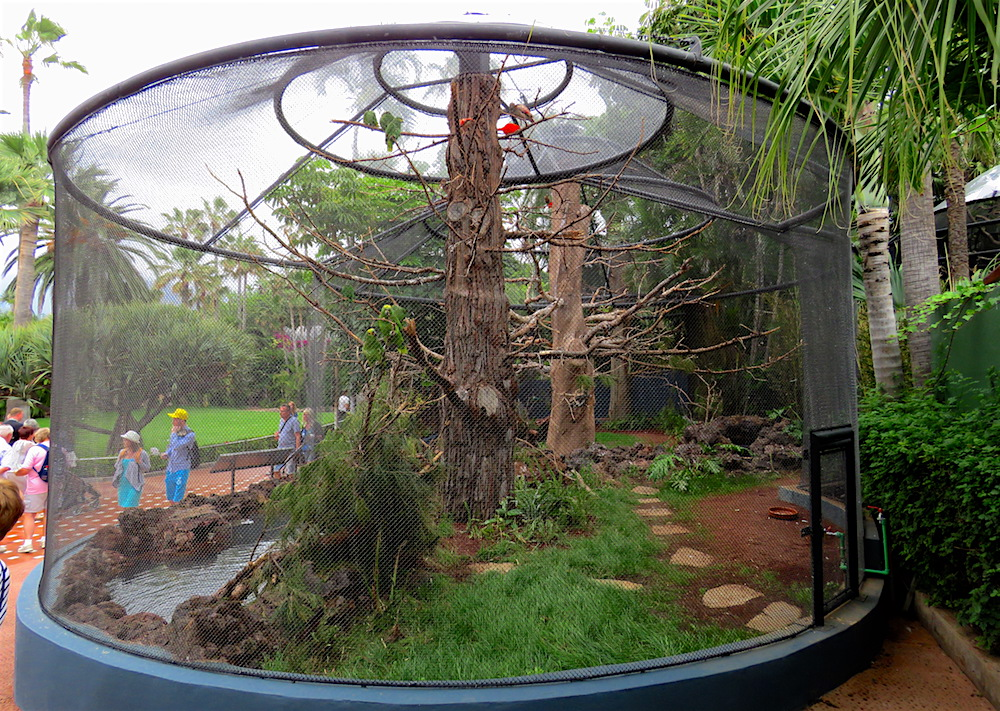
Volière amazonienne.
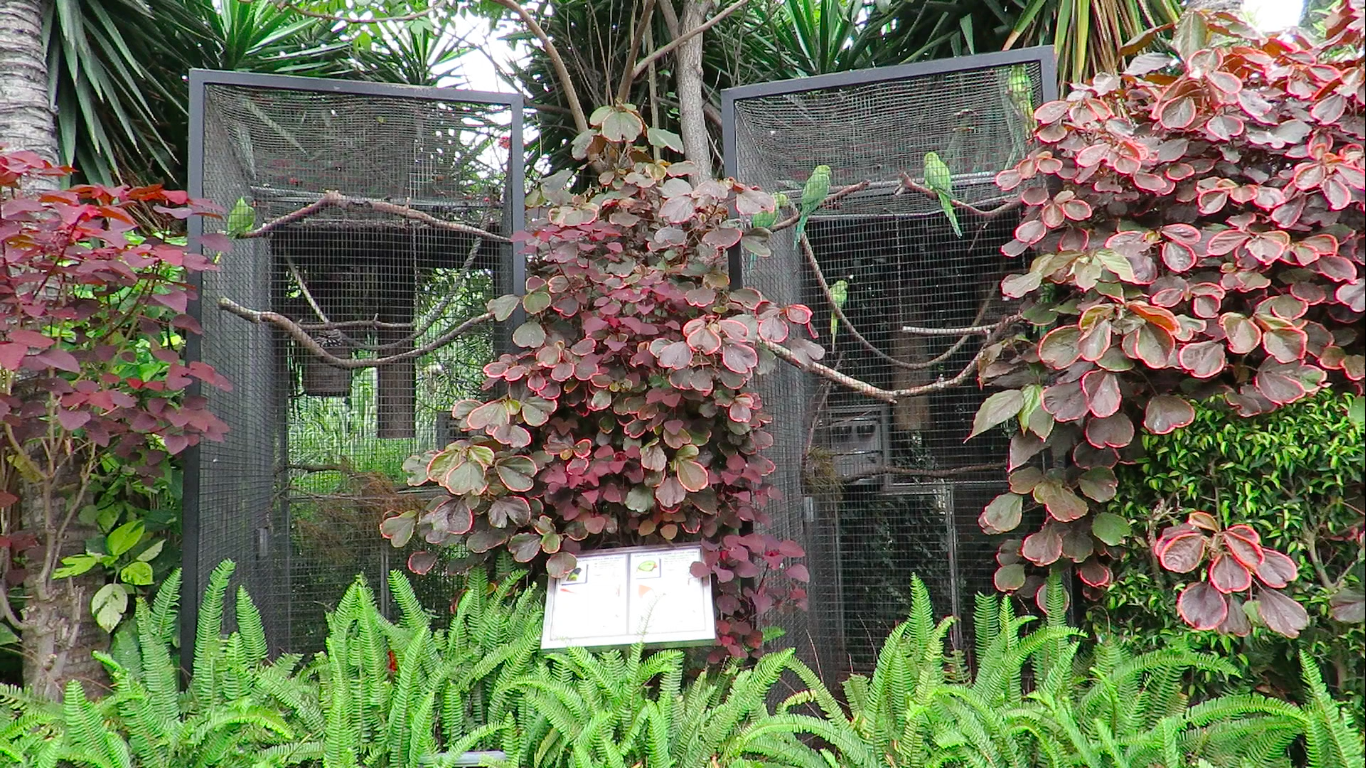
Volières.
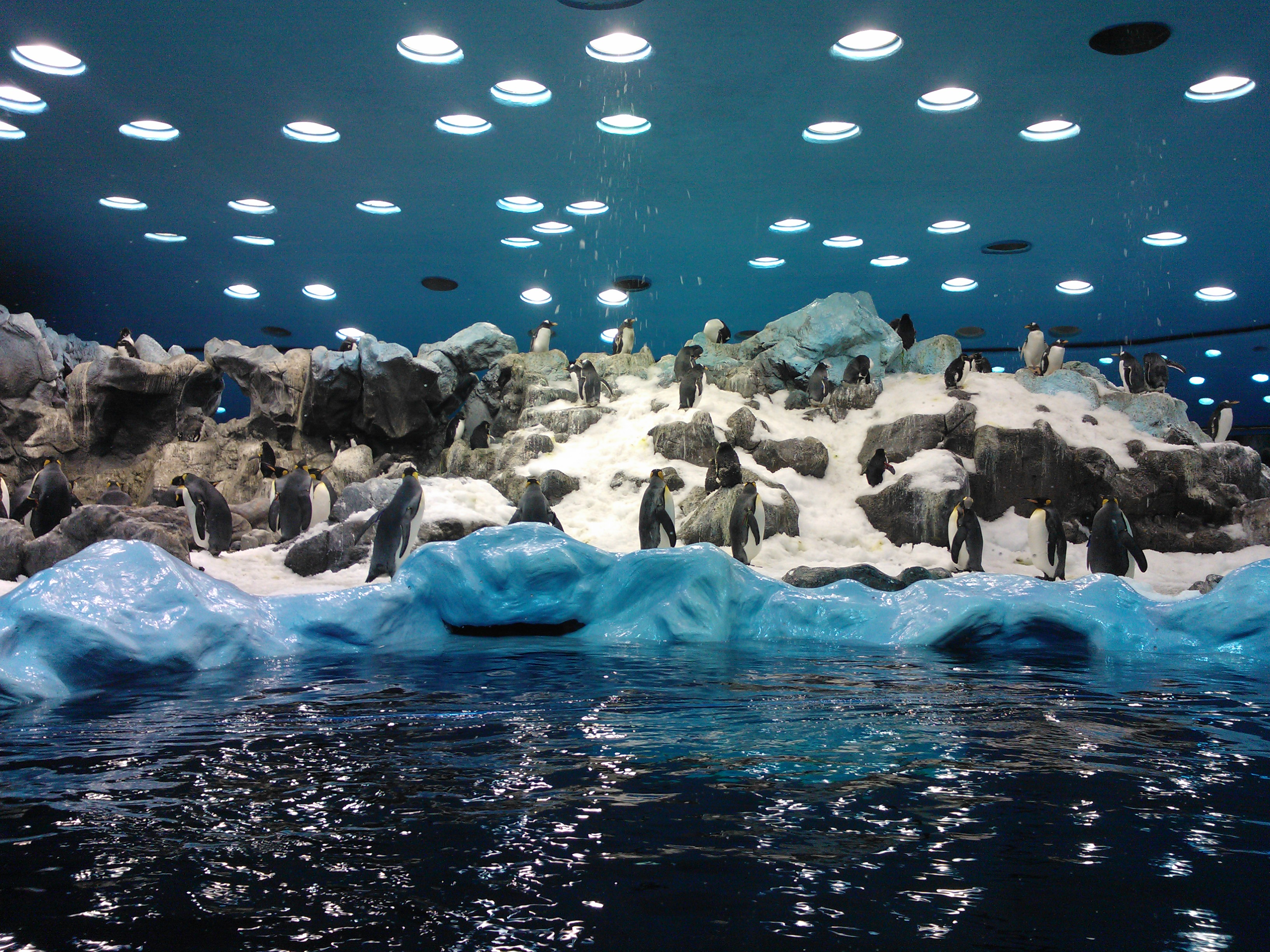
Penguinarium.
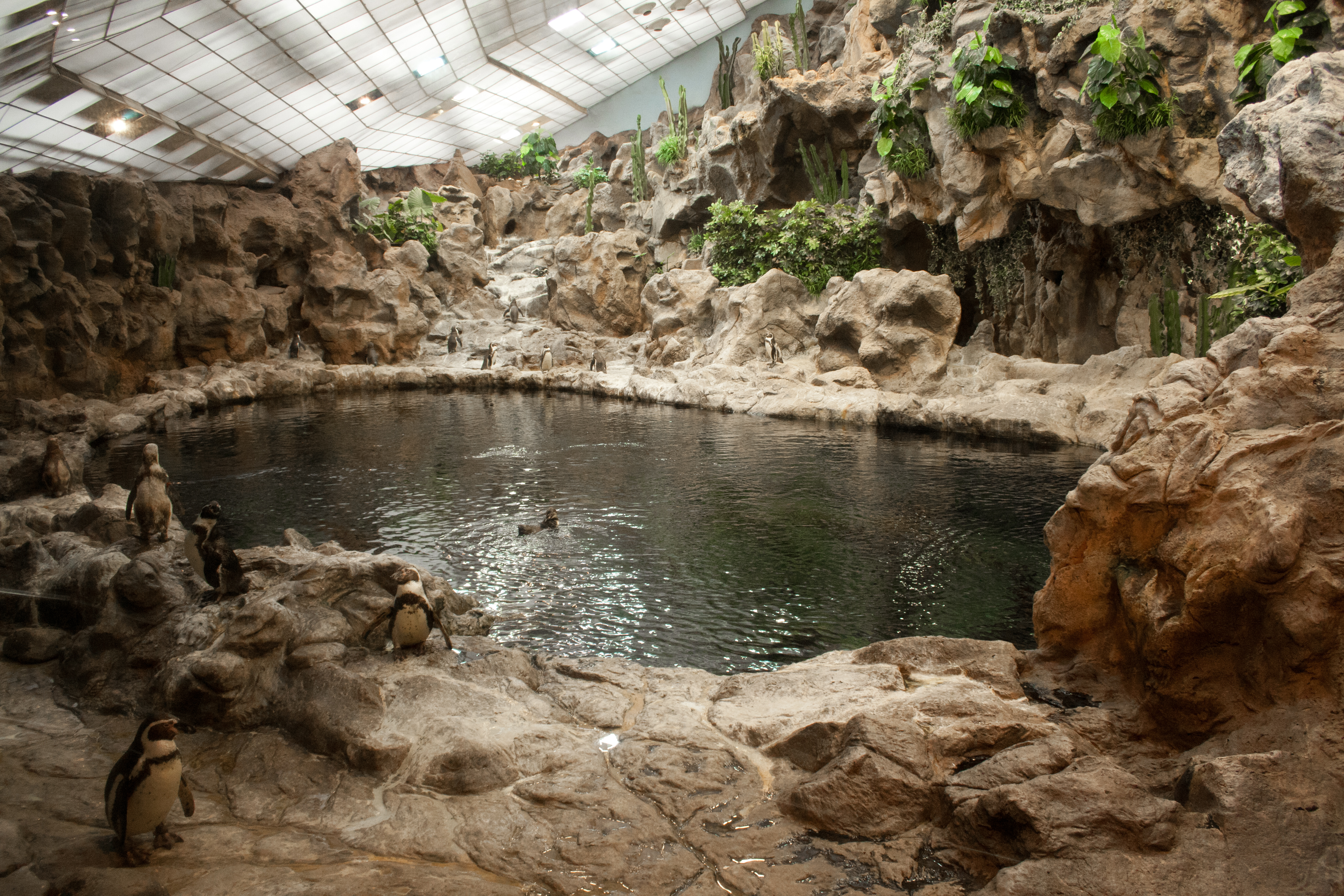
Installation des manchots.

### Delphinarium

#### Orques
En février 2006, Loro Parque a reçu quatre jeunes orques : deux mâles, Keto (1995) et Tekoa (2000), et deux femelles, Kohana (2002) et Skyla (2004) prêtés par SeaWorld. SeaWorld a envoyé ses propres professionnels, y compris des formateurs, des conservateurs et des vétérinaires, pour compléter le personnel de Loro Parque pour aider au déplacement des orques. En 2004 et 2005, avant que les orques ne soient amenés à Loro Parque, huit dresseurs d'animaux du parc ont été envoyés dans les parcs SeaWorld au Texas et en Floride pour y être entraînés.
Le 13 octobre 2010, Kohana a donné naissance à la cinquième orque de Loro Parque, un mâle, Adàn. Kohana a rejeté son veau, obligeant les entraîneurs à faire les premiers pas en main pour l'élever. Adàn a été présenté à son père-oncle Keto, son oncle Tekoa, sa maman Kohana, sa tante Skyla, son amie Morgan et sa petite sœur Victoria.
En novembre 2011, Loro Parque a reçu sa sixième orque, une femelle, Morgan, qui a été secourue aux Pays-Bas le 23 juin 2010. Après avoir passé un an et demi dans un petit réservoir aux Pays-Bas, sujet à de nombreuses controverses,[9] Morgan a été transférée à Loro Parque. Des allégations ont été faites selon lesquelles Morgan n'a pas pu être relâchée en raison du manque de compétences dont elle aurait besoin pour survivre dans la nature et qu'elle n'avait que 2 ou 3 ans environ au moment de son sauvetage. En 2012, des scientifiques ont confirmé que Morgan souffrait d'une perte auditive qui pourrait être très sévère et même absolue.
Le 3 août 2012, Kohana a donné naissance à la septième orque de Loro Parque, une femelle, Victoria "Vicky". Ce veau a également été rejeté par sa mère, ce qui a donné lieu à une seconde orque élevée à la main. Vicky est décédée subitement le 16 juin 2013. La cause de son décès s'est révélée plus tard être des problèmes intestinaux.
À l'été 2018, SeaWorld a renoncé à la propriété des orques, donnant la pleine propriété à Loro Parque.
Le 22 septembre 2018, Morgan a donné naissance à la huitième orque de Loro Parque, une femelle, Ula. Quelques mois plus tard, la petite orque est présentée à ses tantes Kohana et Skyla, son demi-frère Adàn, son oncle Tekoa et son père Keto.
De 2018 à 2021, 7 orques cohabitent à Loro Parque : Keto (M-26 ans), Tekoa (M-20 ans), Kohana (F-19 ans), Skyla (F-17 ans), Morgan (F-14 ans), Adàn (M-10 ans) et Ula (F-2 ans).
Le 11 mars 2021, Skyla est décédée à 17 ans, après avoir montré des signes d'inconfort.
Le 10 août 2021, Ula est décédée à son tour peu avant ses 3 ans, fragile depuis la naissance.

Le 14 septembre 2022, Kohana est décédée à 20 ans, prématurément des suites d'un problème cardiaque.

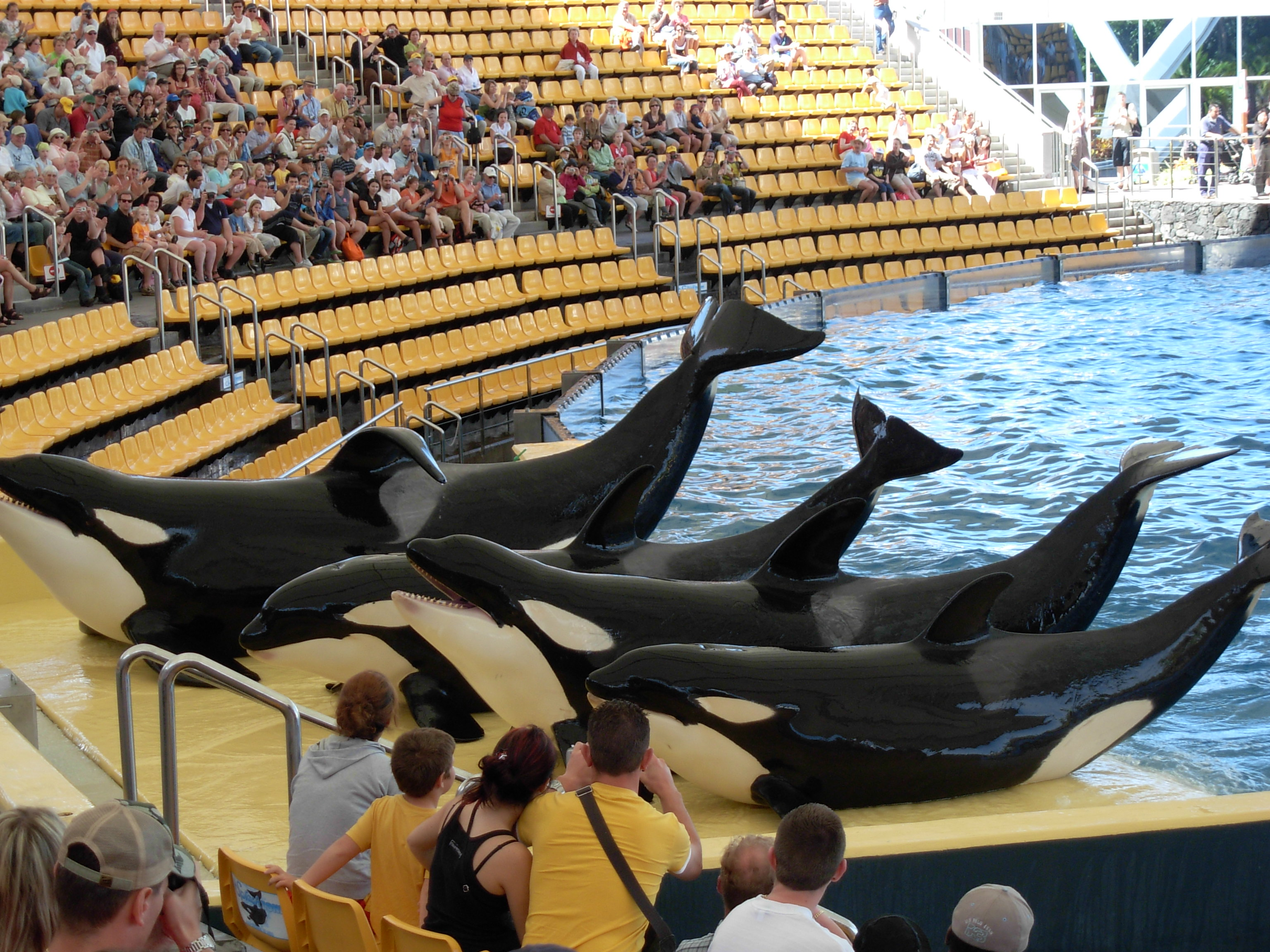
Orques.
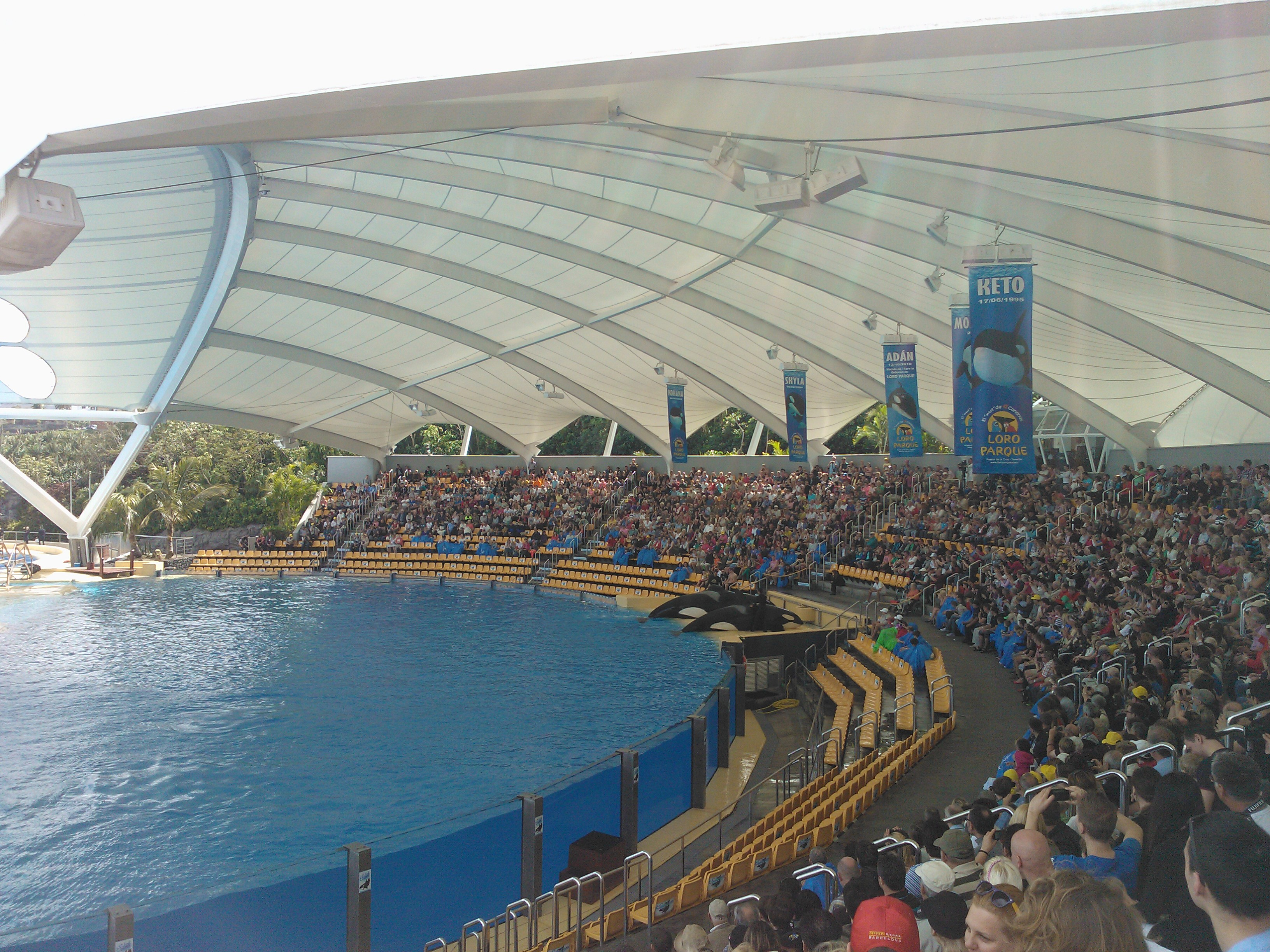
Vue du bassin des orques depuis les gradins.

Actuellement, quatre orques vivent au parc : une femelle, Morgan (2007), et trois mâles, Keto (1995), Tekoa (2000), Adan (2010).

#### Dauphins
Ce delphinarium présente également 9 grands dauphins, dont 3 capturés dans les années 1980 au large de la Floride et 6 nés en captivité.

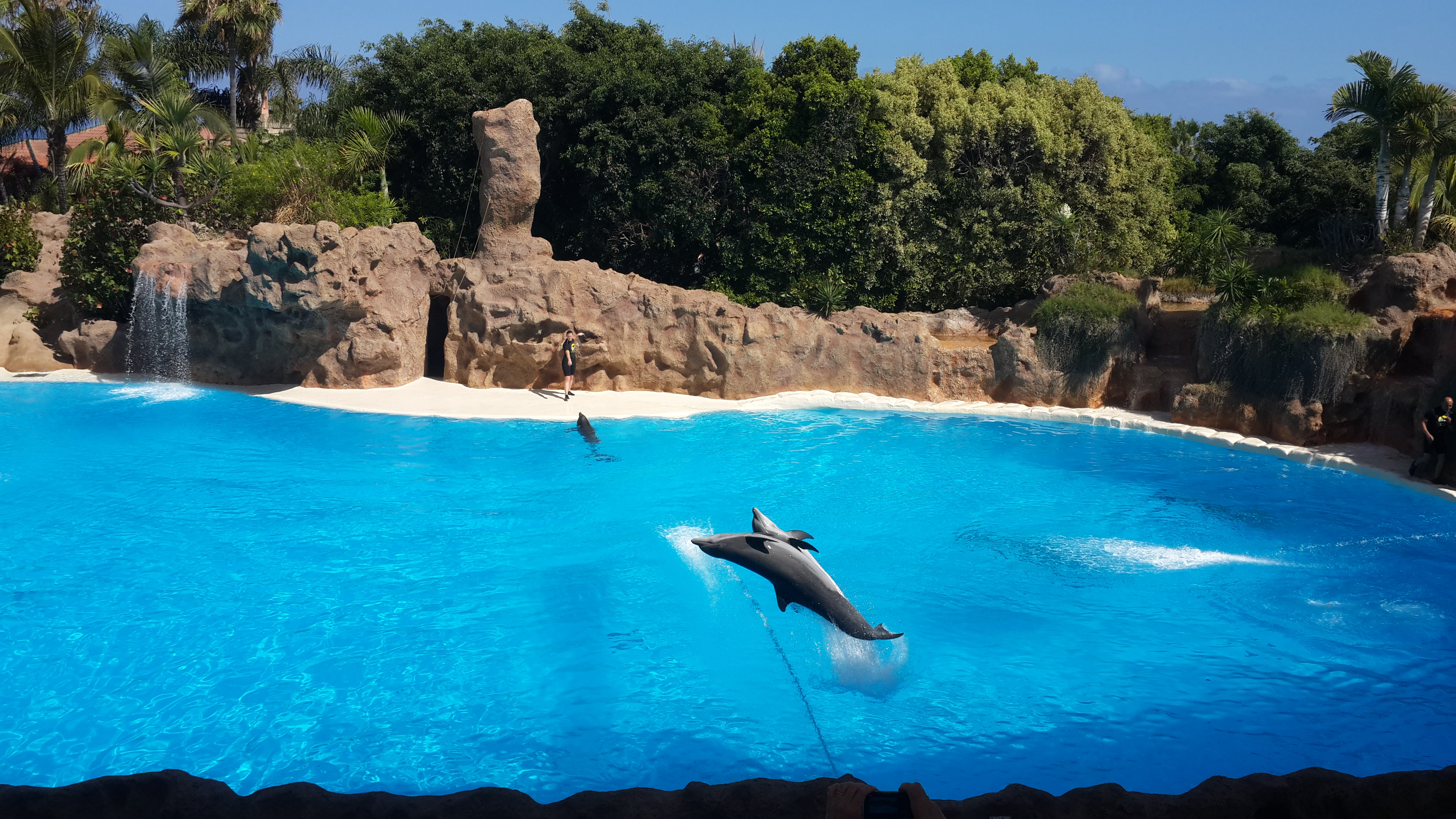
Vue du bassin des grands dauphins.
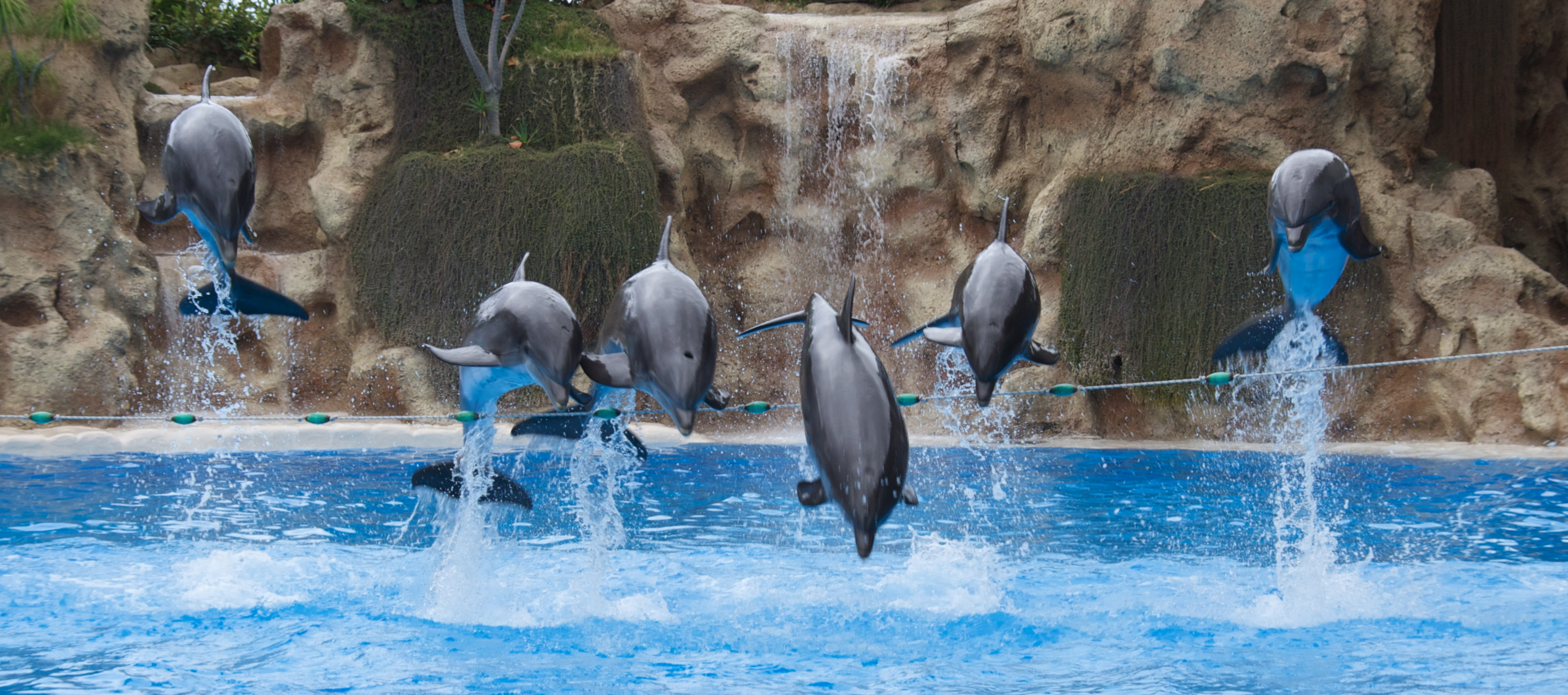
Grands dauphins en représentation.
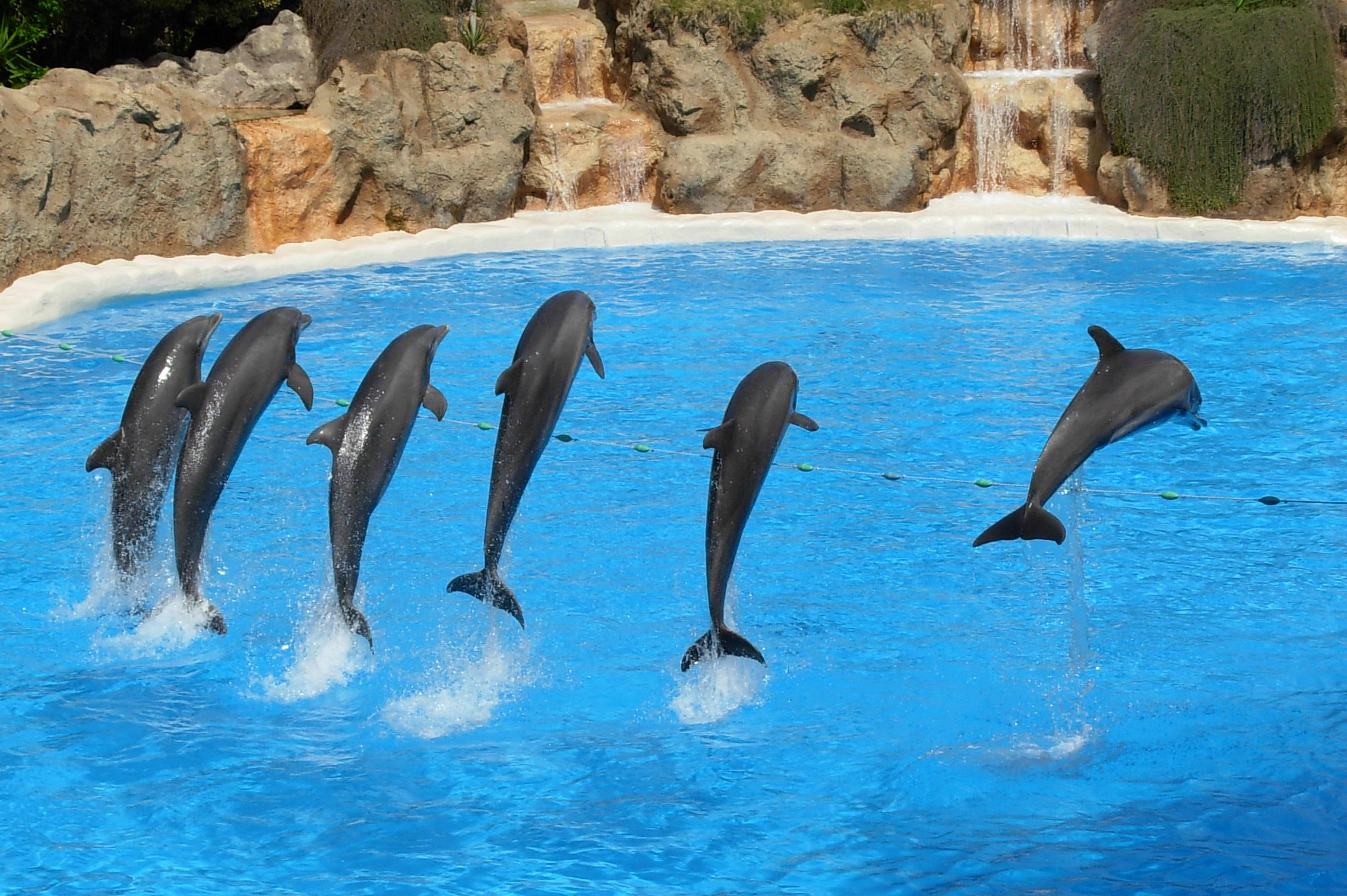
Grands dauphins.

### Grands singes

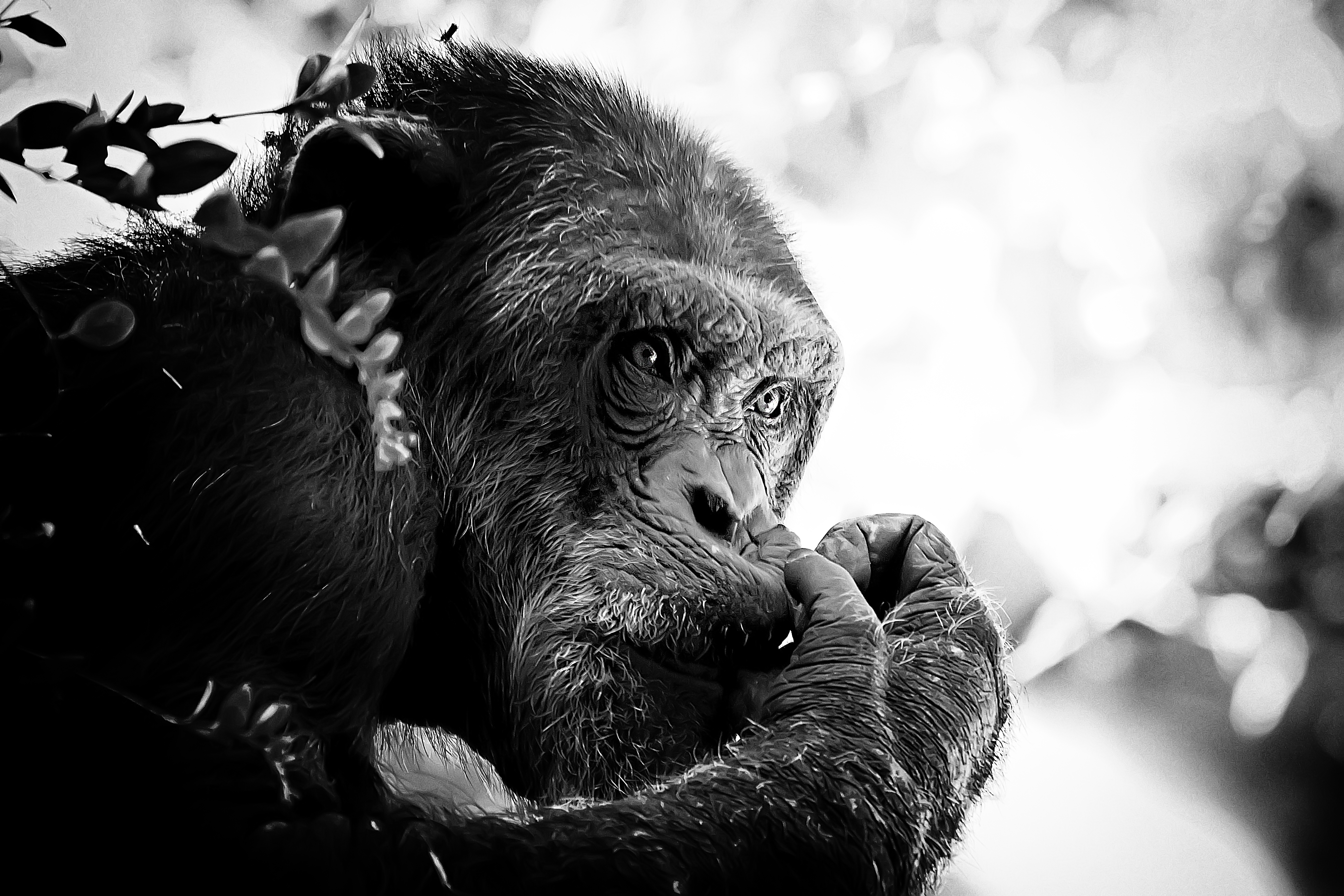
Un chimpanzé du Loro Parque.

## Conservation
Membre permanent de l'Association européenne des zoos et aquariums, il s'engage dans la conservation ex situ en participant à des programmes européens pour les espèces menacées (EEP et ESB).
Il coordonne l'EEP consacré à l'amazone à sourcils rouges (classée en danger par l'UICN). Il coordonne également les studbooks européens (ESB) consacrés à l'amazone de Prêtre (vulnérable), au loriquet de Johnstone (quasi menacé) et au lori arlequin (en danger).

## Économie et gestion
En 2003, il a reçu 1,3 million de visiteurs. La même année, il avait accueilli 44 millions de visiteurs depuis son ouverture, soit environ 1,07 million par an, en moyenne.

## Critiques

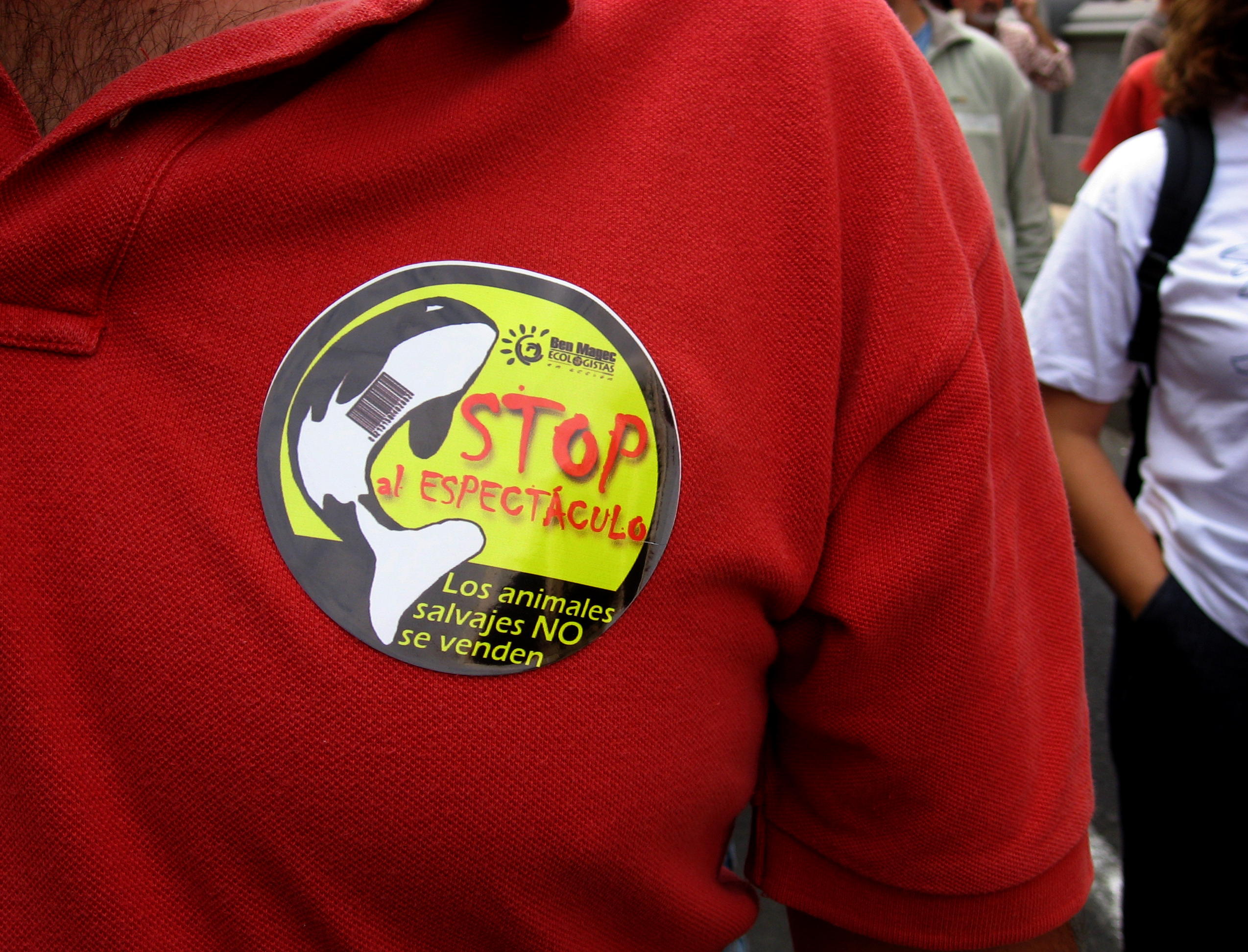
Militant contre les spectacles d'orques au Loro Parque.

La détention de mammifères marins pose de plus en plus de questions éthiques. La taille et l'artificialité des bassins, le chlore, le regroupement arbitraire d'orques sans lien culturels communs pose à la fois des problèmes de santé pour les animaux (attaques, brûlure au chlore, ingestion d'objet) mais également des problèmes de sécurité et d'agressivité avec de incidents parfois mortels dans les parcs marins.
Le 24 décembre 2009, Alexis Martínez, un dresseur d'orque est tué par une orque du parc (Keto). Il travaillait à Loro Parque depuis 2004. Il a été tué durant la répétition d'un spectacle de noël. "Keto a entrainé Alexis sous l'eau et lui a percuté la poitrine. Il est mort d’hémorragie interne et de blessures." Le parc a d’abord caractérisé sa mort comme un accident et a déclaré que le corps ne montrait aucun signe de violence. Mais le rapport d'autopsie déclare qu'Alexis Martínez est mort de blessures graves infligées par l'attaque de l'orque, incluant de multiples fractures par écrasements, déchirements d'organes et marques de morsures.